# Hadronyche alpina
Hadronyche alpina is een spinnensoort uit de familie Atracidae. De soort komt voor in Australië.